# Rajdowe Samochodowe Mistrzostwa Polski 1979
Ten artykuł dotyczy sezonu 1979 Rajdowych Samochodowych Mistrzostw Polski.

## Kalendarz[1]
| Runda | Data             | Nazwa rajdu                 | Baza rajdu | Nawierzchnia  | Zwycięzca        | Raport |
| 1     | 9-10 lutego      | 6. Rajd "Stomil" Rzeszowski | Dębica     | śnieg/lód     | Maciej Stawowiak | Wyniki |
| 2     | 19-20 kwietnia   | 4. Rajd Krakowski "Krokusy" | Kraków     | asfalt        | Błażej Krupa     | Wyniki |
| 3     | 11-13 maja       | 8. Rajd Elmot               | Świdnica   | asfalt/szuter | Błażej Krupa     | Wyniki |
| 4     | 21-23 września   | 28. Rajd Wisły              | Wisła      | asfalt        | Błażej Krupa     | Wyniki |
| 5     | 5-7 października | 17. Rajd Warszawski         | Warszawa   | asfalt        | Maciej Stawowiak | Wyniki |

## Klasyfikacja generalna kierowców[1]
| Poz. | Kierowca         | RZE | KRA | ELM | WIS | WAR |
| ---- | ---------------- | --- | --- | --- | --- | --- |
| 1    | Błażej Krupa     | NU  | 1   | 1   | 1   | 2   |
| 2    | Maciej Stawowiak | 1   | 2   |     | 2   | 1   |
| 3    | Andrzej Koper    | 5   |     | 2   | 3   | 3   |

| Kolor     | Opis                   |
| --------- | ---------------------- |
| Złoty     | Zwycięzca              |
| Srebrny   | 2. miejsce             |
| Brązowy   | 3. miejsce             |
| Zielony   | Punktowane miejsce     |
| Niebieski | Ukończył nie punktował |
| Fioletowy | Nie ukończył NU        |
| Czarny    | Wykluczony X           |
| Biały     | Nie wystartował NW     |
| Puste     | Nie brał udziału       |

| Poz. | Kierowca         | RZE | KRA | ELM | WIS | WAR |
| ---- | ---------------- | --- | --- | --- | --- | --- |
| 1    | Błażej Krupa     | NU  | 1   | 1   | 1   | 2   |
| 2    | Maciej Stawowiak | 1   | 2   |     | 2   | 1   |
| 3    | Andrzej Koper    | 5   |     | 2   | 3   | 3   |

| Kolor     | Opis                   |
| --------- | ---------------------- |
| Złoty     | Zwycięzca              |
| Srebrny   | 2. miejsce             |
| Brązowy   | 3. miejsce             |
| Zielony   | Punktowane miejsce     |
| Niebieski | Ukończył nie punktował |
| Fioletowy | Nie ukończył NU        |
| Czarny    | Wykluczony X           |
| Biały     | Nie wystartował NW     |
| Puste     | Nie brał udziału       |

Podział samochodów startujących w RSMP na grupy według regulaminów FIA:
- Grupa I - Seryjne samochody turystyczne. Produkowane w ilości co najmniej 5000 egzemplarzy w ciągu 12 miesięcy. Prawie całkowity zakaz przeróbek mających na celu poprawienie osiągów samochodu. Jeśli pojemność silnika przekraczała 1000 cm3, samochód tej grupy musiał mieć co najmniej 4 miejsca.
- Grupa II - Specjalne samochody turystyczne. Wyprodukowane musiały być w ilości co najmniej 2500 egzemplarzy w ciągu 12 miesięcy. Dozwolony duży zakres przeróbek poprawiających osiągi pojazdu. Ciężar minimalny pojazdu został ograniczony dla poszczególnych klas.
- Grupa III - Seryjne samochody GT. Pojazdy co najmniej dwumiejscowe, produkowane w ilości co najmniej 1000 sztuk w ciągu 12 miesięcy. Ograniczenia przeróbek i modyfikacji takie same jak w grupie I.
- Grupa IV - Specjalne samochody GT. Warunkiem homologacji było wyprodukowanie co najmniej 400 egzemplarzy w ciągu 24 miesięcy. Dozwolone przeróbki takie jak w grupie II. Ciężar minimalny pojazdu został ograniczony dla poszczególnych klas.

Grupy podzielone były na klasy w zależności od pojemności skokowej silnika:
- klasa 1 - do 500 cm3
- klasa 2 - do 600 cm3
- klasa 3 - do 700 cm3
- klasa 4 - do 850 cm3
- klasa 5 - do 1000 cm3
- klasa 6 - do 1150 cm3
- klasa 7 - do 1300 cm3
- klasa 8 - do 1600 cm3

Oprócz tego w RSMP istniały dwie markowe klasy dla Polskich Fiatów 126p gr. I z silnikami o pojemności 600 cm3 i 650 cm3.

### Grupa IV[1]
| Msc | Kierowca         | Samochód     | Punkty |
| --- | ---------------- | ------------ | ------ |
| 1   | Maciej Stawowiak | Polonez 2000 | ?      |

### Grupa II klasa 8[1]
| Msc | Kierowca        | Samochód         | Punkty |
| --- | --------------- | ---------------- | ------ |
| 1   | Błażej Krupa    | Renault 5 Alpine | ?      |
| 2   | Andrzej Koper   | Renault 5 Alpine | ?      |
| 3   | Andrzej Radecki | Polski Fiat 125p | ?      |

### Grupa II klasa 4-7[1]
| Msc | Kierowca         | Samochód                       | Punkty |
| --- | ---------------- | ------------------------------ | ------ |
| 1   | Wacław Janowski  | Fiat 128 Sport SL/Zastava 1100 | ?      |
| 2   | Piotr Stasiewicz | ?                              | ?      |

### Grupa II klasa 1-3[1]
| Msc | Kierowca         | Samochód         | Punkty |
| --- | ---------------- | ---------------- | ------ |
| 1   | Tomasz Barański  | Polski Fiat 126p | ?      |
| 2   | Jerzy Kurczyński | ?                | ?      |
| 3   | ?                | ?                | ?      |

### Grupa I klasa 8[1]
| Msc | Kierowca         | Samochód              | Punkty |
| --- | ---------------- | --------------------- | ------ |
| 1   | Jerzy Kobyliński | Polski Fiat 125p 1500 | ?      |
| 2   | Janusz Siniarski | Polski Fiat 125p 1500 | ?      |
| 3   | Ryszard Granica  | Polski Fiat 125p 1500 | ?      |

### Grupa I klasa 4-7[1]
| Msc | Kierowca          | Samochód               | Punkty |
| --- | ----------------- | ---------------------- | ------ |
| 1   | Andrzej Witkowicz | Fiat 128 Coupe 3 porte | ?      |
| 2   | Lech Radkiewicz   | Fiat 128 Coupe 3 porte | 22     |

### Grupa I klasa Polski Fiat 126p 650[1]
| Msc | Kierowca             | Samochód             | Punkty |
| --- | -------------------- | -------------------- | ------ |
| 1   | Janusz Szerla        | Polski Fiat 126p 650 | ?      |
| 2   | Jerzy Tyrkiel        | Polski Fiat 126p 650 | ?      |
| 3   | Stanisław Skrzynecki | Polski Fiat 126p 650 | ?      |

### Grupa I klasa Polski Fiat 126p 600[1]
| Msc | Kierowca            | Samochód             | Punkty |
| --- | ------------------- | -------------------- | ------ |
| 1   | Henryk Pinis        | Polski Fiat 126p 600 | ?      |
| 2   | Krzysztof Winkowski | Polski Fiat 126p 600 | ?      |
| 3   | Marcin Zoll         | Polski Fiat 126p 600 | ?      |

### Puchar "Motoru"[1]
| Msc | Kierowca        | Samochód             | Punkty |
| --- | --------------- | -------------------- | ------ |
| 1   | Janusz Szerla   | Polski Fiat 126p 650 | 42     |
| 1   | Tomasz Barański | Polski Fiat 126p     | 42     |

## Klasyfikacja zespołów fabrycznych[1]
| Msc | Zespół  | Punkty |
| --- | ------- | ------ |
| 1   | OBR FSM | 33     |
| 1   | OBR FSO | 15     |